# Инжа
Инжа — река в Вытегорском районе Вологодской области России, правый приток Андомы.
Берёт своё начало в безлюдной болотистой местности на территории Андомского сельского поселения, течёт на юг и впадает в Андому в 44 км от её устья. Длина реки — 16 км, площадь водосборного бассейна — 25,2 км². Населённых пунктов на берегах Инжи нет.

## Данные водного реестра
По данным государственного водного реестра России относится к Балтийскому бассейновому округу, водохозяйственный участок реки — Бассейн Онежского озера без рр. Шуя, Суна, Водла и Вытегра, речной подбассейн реки — Свирь (включая реки бассейна Онежского озера). Относится к речному бассейну реки Нева (включая бассейны рек Онежского и Ладожского озера).
Код объекта в государственном водном реестре — 01040100612102000017321.